# NGC 61

NGC 61

NGC 61 هي زوج من المجرات المحدبة ، NGC 61-A (أو NGC 61-1) و NGC 61-B (أو NGC 61-2) في كوكبة قيطس. اكتشف كلاهما في 10 سبتمبر 1785 من قبل العالم الفلكي وليام هيرشل.

## وصلات خارجية
- NGC 61 على موقع ويكي سكاي: DSS2, SDSS, GALEX, IRAS, Hydrogen α, X-Ray, Astrophoto, Sky Map, Articles and images
- NASA/IPAC Extragalactic Database
- "NGC 61". SIMBAD (بالإنجليزية). Centre de Données astronomiques de Strasbourg.
- SEDS